# Arco di Trionfo (Barcellona)
L'Arco di Trionfo (in lingua catalana Arc de Triomf) di Barcellona è una costruzione di stile neomudéjar che si trova all'incrocio tra il Passeig de Lluís Companys e il Passeig de Sant Joan.

## Caratteristiche
L'arco, alto 30 metri e realizzato in mattoni rossi, fu costruito da Josep Vilaseca i Casanovas in occasione dell'Esposizione Universale del 1888 come porta d'accesso al sito espositivo.
A differenza di altri archi trionfali che celebravano vittorie militari, l'Arc de Triomf di Barcellona ha un carattere civile in quanto presenta dei bassorilievi che raffigurano allegorie dell’industria, dell’artigianato e dei commerci e celebra il progresso artistico, scientifico ed economico.
I fregio sono opera di Josep Reynés sul lato del Passeig de Sant Joan e di Josep Llimona sul lato del Passeig de Lluís Companys e nella parte interiore dell'arco è possibile vedere gli stemmi delle 49 province spagnole che formavano il Regno di Spagna nel 1888, sormontate dallo stemma di Barcellona.